# كبح أعظم
يعد الكبح الأعظم (Big Brake) أحد الأشكال النظرية العلمية المقترحة كأحد الاحتمالات المتعلقة بـ المصير الحتمي للكون. يتمثل هذا النموذج في تأثير انعكاسات الطاقة المظلمة وإيقاف التوسع السريع للكون والتسبب في معدل مطلق من التباطؤ. ربما تكون هذه المادة الكونية بأكملها خاضعة لقوى متعلقة بالمد والجزر مطلقة وفي طريقها للدمار. أما الاحتمال الآخر فهي مادة ربما لا تزال موجودة وإن كانت في شكل ونظام مختلفين. فضلاً عن هذا، لا تكون العواقب الخاصة بالزمن واضحة.